# Teleimprimator

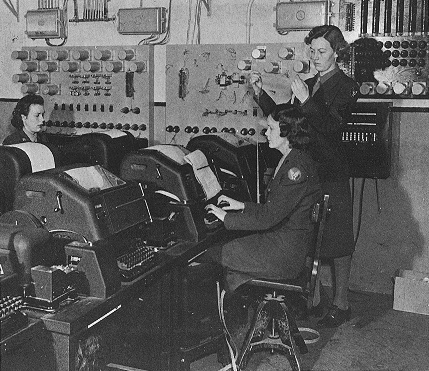
Teleprinter folosit în timpul celui de-al doilea război mondial

Un teleprinter (teleimprimator, teletype sau TTY) este un dispozitiv de afișare bazat pe o mașină de scris comandată electric, folosit la tipărirea mesajelor primite de la alte dispozitive electronice, printr-un simplu canal de comunicații electric, uneori doar printr-o pereche de fire.
Cea mai nouă formă a acestor dispozitive de afișare este complet electronică și folosește un ecran în loc de imprimator. Mai există dispozitive de imprimare folosite de persoanele cu dizabilități vizuale sau auditive, pentru transmiterea prin telefon a mesajelor scrise. 
Funcționalitatea teleimprimatorului este corelată cu funcționalitatea ecranului, ca în cazul caselor de marcat sau a imprimantelor de uz profesional sau industrial, care oferă ca opțiune tipărirea parametrilor de funcționare chiar pe mediul de lucru (hârtie, folie de plastic, etc.) în cazul în care nu dispun de ecran propriu.
Teleimprimatorul a evoluat având ca sursă o serie de invenții ale unor ingineri, cum ar fi Royal Eearl House, David E. Hughes, Charles Krum și Emile Baudot. Un predecesor al teleprinterului, aparatul de tipărire a cursurilor bursiere pe bandă de hârtie, era folosit în anii 1870 ca metodă de transmitere a textului prin cablu. Se folosea o mașină de scris pentru trimiterea informațiilor bursiere prin cablu către teleimprimatoare.